# بيتر فارمر (رامي مطرقة)
بيتر فارمر (بالإنجليزية: Peter Farmer) هو رامي مطرقة [أستراليا|أسترالي]]، ولد في 25 يونيو 1952 في سيدني في أستراليا.

## وصلات خارجية
- بيتر فارمر على موقع الاتحاد الدولي لألعاب القوى (الإنجليزية)
- بيتر فارمر على موقع النتائج التاريخية لألعاب القوى الأسترالية (الإنجليزية)
- بيتر فارمر على موقع أوليمبيديا (الإنجليزية)
- بيتر فارمر على موقع اللجنة الأولمبية الأسترالية (الإنجليزية)